# Waldemar Pottier
Waldemar Carl Ernst Pottier, auch Waldemar Pottier-Jacoby, (* 30. Dezember 1914 in Berlin; † Ende 2004 ebenda) war ein deutscher Schauspieler und Kinderstar beim Stummfilm.

## Leben
Klein Waldemar, Großneffe des Essener Stadttheaterintendanten Stanislaus Fuchs, wurde von Anbeginn seines Lebens von seiner Mutter zu Film und Bühne gepusht. Noch kein Jahr alt, gab er als blondes Wuschelköpfchen an der Seite von Erna Morena seinen Einstand vor der Kamera in dem Melodram Das Geschick der Julia Tobaldi. Mit gerade einmal zwei Jahren wirkte er als kleinster Engel in einer Aufführung von Max Reinhardt im Theater am Bülowplatz mit. Mit vier Jahren war er Klein Fritzchen in einer Aufführung von Wie einst im Mai, ein Jahr darauf begann Waldemar Pottier neben seiner Theatertätigkeit (Kinderrolle in dem Stück Geständnis) auch regelmäßig zu filmen.
Pottier spielte Kinderrollen aller Arten, meist Söhne von besorgten Müttern. Eine zentrale Rolle war ihm 1921 mit dem kleinen Jonny in Grausige Nächte beschieden, Lupu Picks psychologisierendem Thriller mit Schauerelementen. Filmreisen führten den nicht einmal zehnjährigen Waldemar Pottier bis nach Stockholm (bei Dimitri Buchowetzkis Karussell des Lebens). 1924 war er einer der beiden Titelhelden – der andere war die nahezu gleichaltrige Loni Nest – in dem Film Zwei Kinder. 1925 erregte Pottier in der Presse großes Aufsehen mit der Darstellung des blinden Jungen in „Um Recht und Ehre“ an der Seite Harry Liedtkes. In der Ausgabe der Lichtbild-Bühne vom 7. Mai 1925 heißt es: „Eine geniale darstellerische Leistung gab der kleine Waldemar Pottier als blinder Knabe. Er hat da eine Szene, wie er langsam näher kommt, das Gesicht seines großen Freundes betastet und nur mit den Händen und dem Geruch ihn erkennt, eine Szene, die schlechthin künstlerisch vollendet ist.“ Mit seinem sensiblen Militärkadett Joachim von Lingen in dem Drama Das edle Blut endete im Winter 1926/27 ebenso weitgehend wie frühzeitig Pottiers Filmkarriere.
Während er in den 20er Jahren intensiv vor der Kamera agierte, setzte Pottier aber auch seine Bühnenaktivitäten fort. So sah man ihn beispielsweise Mitte des Jahrzehnts als den kleinen Prinzen in August Strindbergs Stück Erich der XIV. In den 30er Jahren war Pottier nur noch sehr sporadisch vor der Kamera und auf der Theaterbühne aktiv, eine „nicht-arische“ Großmutter mütterlicherseits erwies sich ab 1933 als Hinderungsgrund, weitere Rollenangebote entgegenzunehmen. Erst am 25. Mai 1936 erteilte ihm der im Reichsministerium für Volksaufklärung und Propaganda für Kultur-Personalien zuständige Hans Hinkel eine jederzeit widerrufbare Sondererlaubnis.
Daraufhin durfte Pottier auch wieder Theater spielen, obgleich bis 1945 kaum ein Festengagement nachweisbar ist, lediglich während des Zweiten Weltkriegs war er eine Spielzeit lang Mitglied der Gastspieldirektion Otto Müller. Von 1937 bis 1939 spielte Waldemar Pottier in mehreren Filmen durchgehend winzige Rollen, bis er bei Kriegsausbruch 1939 eingezogen wurde. Gleich nach Kriegsende versuchte er sich in der Ostzone mit dem Theaterspiel in der Provinz (Volksbühne des Landes Brandenburg, Wittenberge-Eberswalde) über Wasser zu halten. 1949 folgte der Berliner einer Verpflichtung an das Staatstheater Oldenburg. Anschließend arbeitete er nur noch im Osten und spielte winzige Rollen in DEFA-Filmen. Waldemar Pottier blieb aber weiterhin im Westen Berlins, in Wilmersdorf, ansässig und verdiente sich seinen Lebensunterhalt in der chemischen Industrie.

## Filmografie
| - 1916: Das Geschick der Julia Tobaldi - 1920: Ich – bin – du… - 1921: Der Leidensweg der Inge Krafft - 1921: Ehrenschuld - 1921: Das Weib des Pharao - 1921: Grausige Nächte - 1922: Die Finsternis und ihr Eigentum - 1922: Marie Antoinette - 1923: Arme Sünderin - 1923: Das Karussell des Lebens - 1924: Strandgut - 1924: Aus der Jugendzeit klingt ein Lied - 1924: Zwei Kinder - 1925: Um Recht und Ehre | - 1925: Husarenfieber - 1925: Durch Sport zum Sieg - 1925: Die Anne-Liese von Dessau - 1927: Das edle Blut - 1931: Liebeskommando - 1937: Heitasschwindler - 1938: Kameraden auf See - 1938: Was tun, Sibylle? - 1938: Ziel in den Wolken - 1939: Drei Unteroffiziere - 1939: Die Reise nach Tilsit - 1955: Wer seine Frau lieb hat … - 1957: Polonia-Express |